# Тостао
Эдуа́рдо Гонса́лвес де Андра́де; порт.-браз. Eduardo Gonçalves de Andrade; род. 25 января 1947, Белу-Оризонти, Минас-Жерайс, Бразилия), более известен как Тоста́о (порт. Tostão) — бразильский футболист, нападающий. Выступал за клубы «Америка Минейро», «Крузейро» и «Васко да Гама». Провёл 65 матчей и забил 35 голов в составе сборной Бразилии.
Чемпион мира 1970 года. Лучший футболист Южной Америки 1971 года. Лучший бомбардир в истории клуба «Крузейро». Занимает 14 место среди лучших игроков Южной Америки XX века по версии МФФИИС. Занимает 55 место среди лучших игроков XX века по версии журнала World Soccer, по версии журнала Placar Тостао находится на 48 месте. Также входит в список лучших игроков XX века по версии Voetbal International.

## Биография
Тостао начал играть в клубе «Америка Минейро», куда попал благодаря тренеру команды, Орландо Андраде. Он, в своё время, играл вместе с отцом Эдуардо в клубе «Итаи Вилела». Впоследствии Тостао вспоминал: «Я ему многим обязан. Если бы не он, я не стал бы футболистом. И ростом я был мал, и силенок не хватало. Но он всегда говорил, что веку футболистов — атлетов и силовиков наступает конец, на смену силе придет разум, помноженный на хитрость и ловкость».
В возрасте 15 лет Тостао стал выступать за основной состав команды. В том же году он был включён в юниорскую сборную штата. В её составе в 1963 году он победил первую сборную Бразилии, забив оба гола своей команды. После этого успеха Тостао стал одной из главных восходящих звёзд бразильского футбола.

### Травма глаза
В 1968 году в матче Кубка Бразилии с «Коринтиансом» Тостао получил травму левого глаза. Выбивая мяч, игрок команды соперника Дитао попал Эдуардо в левый глаз. У него произошло отслоение сетчатки.
Футболисту была сделана операция в Хьюстоне. Она помогла: он снова заиграл в футбол, однако через год ему снова стало плохо. Пришлось проводить повторную операцию. Впоследствии из-за этого Тостао очень редко играл головой, боясь рецидива отслоения сетчатки.
В отборочных матчах к ЧМ-1970 Тостао был одним из основных бомбардиров команды. Кроме того, он отдавал большое количество результативных передач. Высокий уровень игры он продемонстрировал и на победном чемпионате мира 1970 года в Мексике, где отметился двумя голами в четвертьфинале против Перу (4:2). В 26 лет, уже став чемпионом мира, Тостао закончил карьеру футболиста из-за проблем с глазами.
Получил высшее медицинское образование. В настоящий момент Тостао — один из ведущих бразильских журналистов и комментаторов.

## Достижения

### Командные
- Чемпион штата Минаис-Жерайс: 1965, 1966, 1967, 1968, 1969
- Обладатель Кубка Бразилии: 1966
- Обладатель Кубка Рио-Бранко: 1967, 1968
- Чемпион мира: 1970

### Личные
- Футболист года в Южной Америке: 1971
- Лучший бомбардир чемпионата штата Минас-Жерайс: 1965, 1966, 1967, 1968, 1970
- Лучший бомбардир Кубка Робертан (приравнен к чемпионату Бразилии): 1970

## Статистика выступлений
| Клуб             | Сезон            | Лига | Лига | ЧБ / КРГП | ЧБ / КРГП | КЛ   | КЛ   | Прочие | Прочие | Итого | Итого |
| Клуб             | Сезон            | Игры | Голы | Игры      | Голы      | Игры | Голы | Игры   | Голы   | Игры  | Голы  |
| ---------------- | ---------------- | ---- | ---- | --------- | --------- | ---- | ---- | ------ | ------ | ----- | ----- |
| Крузейро         | 1963             | ?    | 6    | 0         | 0         | 0    | 0    | 0      | 0      | ?     | 6     |
| Крузейро         | 1964             | ?    | 13   | 0         | 0         | 0    | 0    | 0      | 0      | ?     | 13    |
| Крузейро         | 1965             | ?    | 16   | 0         | 0         | 0    | 0    | 0      | 0      | ?     | 16    |
| Крузейро         | 1966             | ?    | 18   | 7         | 4         | 0    | 0    | 0      | 0      | ?     | 22    |
| Крузейро         | 1967             | ?    | 20   | 15        | 6         | 10   | 5    | 2      | 1      | ?     | 32    |
| Крузейро         | 1968             | ?    | 20   | 18        | 8         | 0    | 0    | 0      | 0      | ?     | 28    |
| Крузейро         | 1969             | ?    | 16   | 5         | 4         | 0    | 0    | 0      | 0      | ?     | 20    |
| Крузейро         | 1970             | ?    | 9    | 18        | 12        | 0    | 0    | 0      | 0      | ?     | 21    |
| Крузейро         | 1971             | 24+  | 9    | 0         | 0         | 0    | 0    | 0      | 0      | 24+   | 9     |
| Крузейро         | 1972             | ?    | 3    | 0         | 0         | 0    | 0    | 0      | 0      | ?     | 3     |
| Крузейро         | Итого            | ?    | 130  | 63        | 34        | 10   | 5    | 2      | 1      | ?     | 170   |
| Васко да Гама    | 1972             | 40   | 6    | 0         | 0         | 0    | 0    | 0      | 0      | 40    | 6     |
| Васко да Гама    | 1973             | 0    | 0    | 0         | 0         | 0    | 0    | 4      | 1      | 4     | 1     |
| Васко да Гама    | Итого            | 40   | 6    | 0         | 0         | 0    | 0    | 4      | 1      | 44    | 7     |
| Всего за карьеру | Всего за карьеру | ?    | 136  | 63        | 34        | 10   | 5    | 6      | 2      | ?     | 177   |

Источник:
- Márcio Sabino. Tostão (порт.). Artilheiros. Дата обращения: 15 августа 2018.